# West Side Story (2021)
West Side Story ist ein Musicalfilm von Steven Spielberg, der am 9. Dezember 2021 in die deutschen und am darauffolgenden Tag in die US-amerikanischen Kinos kam. Es handelt sich nach West Side Story aus dem Jahr 1961 um die zweite Verfilmung des gleichnamigen Musicals von Leonard Bernstein, Stephen Sondheim und Arthur Laurents. Im Rahmen der Oscarverleihung 2022 erhielt der Film insgesamt sieben Nominierungen, darunter als bester Film, Spielberg für die beste Regie und Ariana DeBose als beste Nebendarstellerin.

## Handlung

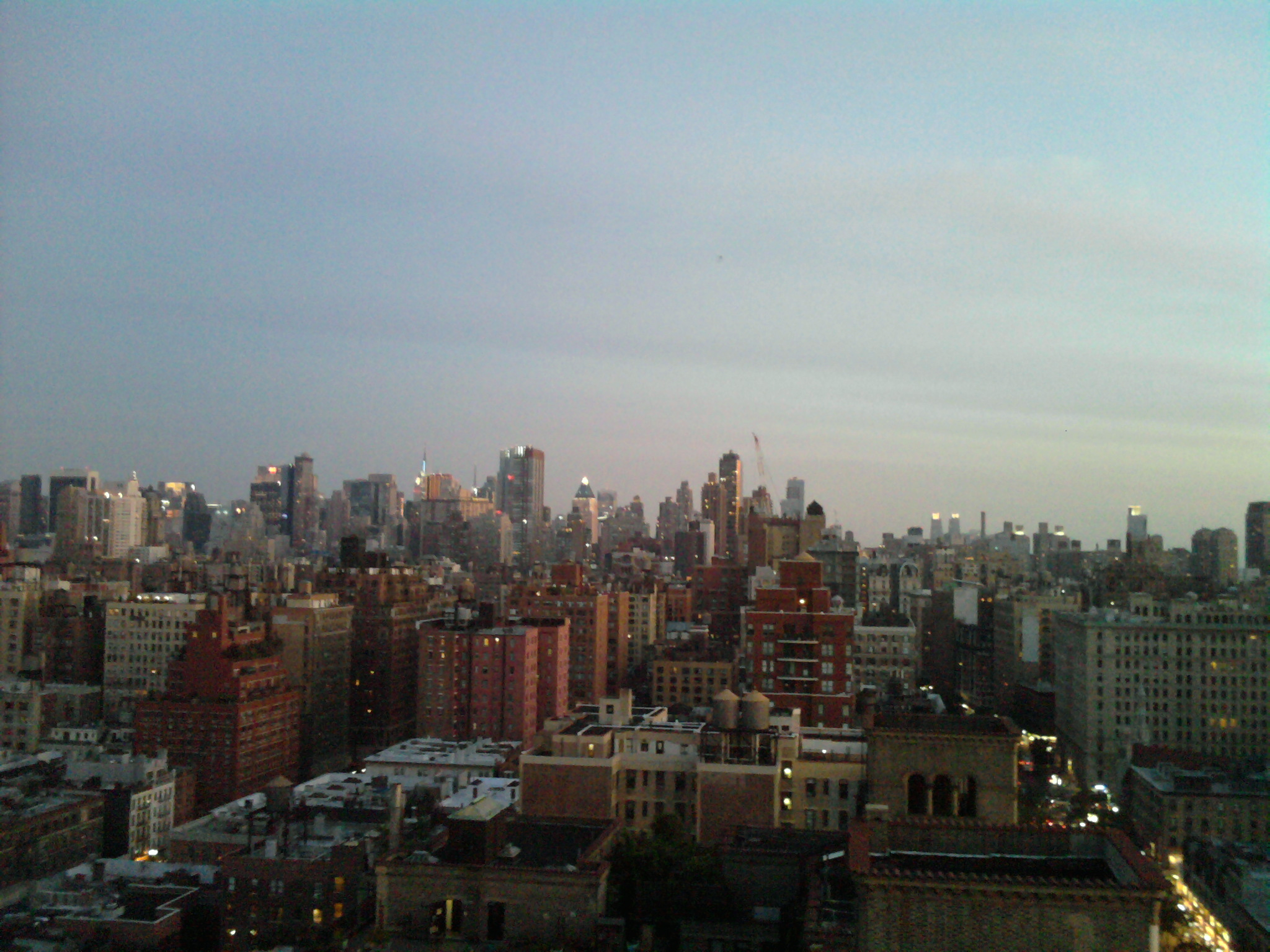
Die titelgebende West Side in Manhattan besteht aus der Upper West Side (Bild) und Neighborhoods wie West Village, SoHo und Hell’s Kitchen

Im Jahr 1958 sind Teile der Upper West Side eine einzige große Baustelle. Hier soll das schicke neue Lincoln Center entstehen. Viele Menschen aus verschiedenen Nationen leben hier in den teils völlig heruntergekommenen Mietshäusern. Manche von ihnen sind Nachkommen weißer europäischer Einwanderer in der x-ten Generation, andere sind Kinder von Einwanderern der letzten Generation aus Lateinamerika, und zwischen ihnen kommt es immer wieder zu Rivalitäten.
Tony, ein junger weißer Mann, war Mitglied der Jets und ist gerade aus dem Gefängnis entlassen worden, wo er wegen Körperverletzung einsaß, was ihn jedoch davor bewahrte, tiefer in einen immer brutaler werdenden Bandenkrieg verwickelt zu werden. Nun wohnt Tony im Haus der Witwe Valentina, deren verstorbener Mann Inhaber von Doc’s Drugstore war. Tony hat sich Besserung geschworen und will nie wieder in alte Verhaltensweisen zurückfallen. So befüllt er nun tagsüber die Regale für die verwitwete Drogeriebesitzerin.
Tonys bester Kumpel Riff, der Anführer der Jets, will ihn unbedingt für einen geplanten Kampf mit den puerto-ricanischen Sharks gewinnen, die in stetig wachsender Zahl ihr Territorium zu übernehmen versuchen. Diese werden von Bernardo angeführt, der eine feurige Beziehung mit seiner Freundin Anita führt und gemeinsam mit ihr und seiner jüngeren Schwester Maria lebt, als deren Aufpasser er agiert. Als künftigen Ehemann für Maria hat er Chino ausgesucht.
Als sich Tony und Maria beim Tanzen während „The Dance at the Gym“ kennenlernen, verlieben sie sich trotz all ihrer Unterschiedlichkeit ineinander und erfahren schnell, was es bedeutet, wenn man versucht, aus den etablierten sozialen Strukturen auszuscheren.
Bernardo missbilligt das Kennenlernen von Maria und Tony, da dieser nicht puerto-ricanisch ist. Es kommt deshalb erneut zum Streit zwischen den Banden. Sie verabreden sich für den nächsten Abend zu einem Kampf.
Als Maria davon hört, überzeugt sie Tony, ihn zu verhindern. Als Nächstes sieht man die Jets, die Sharks, dann Anita und Maria und Tony „Tonight“ singen. Jedoch singen alle es auf ihre Weise – als Ausdruck von dem, was sie sich von „heute Nacht“ erwarten: Jets und Sharks kampfeslüstern, Anita fröhlich, und Maria und Tony verklärt-romantisch und hoffnungsvoll.
In der darauffolgenden Nacht treffen sich die Banden zum finalen Kampf. Tony will das Versprechen, das er Maria gegeben hat, halten, und versucht, den großen Kampf zu verhindern. Er stellt sich zwischen die Kämpfenden und plädiert für eine friedliche Lösung, doch er wird nur als Feigling verspottet, und die Anführer wollen den Kampf jetzt erst recht austragen. Die anderen werden unruhig. Bernardo lässt nicht davon ab, Tony und die Jets weiterhin zum Kampf aufzufordern. Da packt Tony den sonst gut durchtrainierten Boxer Bernardo und verprügelt ihn, bis dieser blutüberströmt vor Tony auf dem Boden liegt. Tony gerät so erneut in eine Situation wie direkt vor seiner Haftstrafe: Ein weiterer Schlag hätte seinem damaligen Gegner das Leben kosten können. Auch jetzt droht Tony diesen Schlag noch an, lässt Bernardo aber dann liegen. Der Kampf müsste als beendet gelten, Bernardo seine Niederlage eingestehen. Doch dieser steht auf, geht auf Riff zu, beide zücken ein Messer. An dieser Stelle kommt die überaus tragische Wende: Gerade, weil Tony Riff festhält, wird dieser von Bernardos Messer tödlich verletzt. Rasend vor Wut nimmt Tony das Messer, das der sterbende Riff ihn noch bittet, herauszuziehen und tötet im Affekt Bernardo. Es kommt zu einer Prügelei. Dann taucht die Polizei auf, die restlichen Bandenmitglieder können rechtzeitig flüchten.
Kurz danach erzählt Chino Maria, dass der Kampf schlimm verlaufen sei. Maria will ihm erst nicht glauben – sie hatte gehofft, dass Tony den Kampf verhindern würde –, doch Chino erzählt ihr, dass Tony Bernardo umgebracht hat. Er erzählt ihr jedoch nichts über Bernardos Mord an Riff. Maria ist schockiert. Als sie nach Hause kommt, wartet Tony an ihrem Fenster. Maria ist zunächst wütend auf ihn, doch als er ihr erklärt, sich der Polizei stellen zu wollen, hält sie ihn davon ab. Zugleich erfährt Valentina, dass Tony Bernardo getötet hat. Ihre sichtliche Enttäuschung verwandelt sich in die Einsicht, dass die Liebe zwischen den beiden nur an einem anderen Ort Raum bekommt. So singt sie (!) in der neuen Verfilmung „Somewhere“, während Tony und Maria planen, die Stadt gemeinsam zu verlassen. Als Anita heimkommt, sieht sie die beiden, Tony kann jedoch rechtzeitig aus dem Fenster fliehen. Anita ist schwer enttäuscht von Maria und singt „A Boy Like That“. Doch Maria gesteht ihrer Freundin ihre Liebe zu Tony. Da versteht Anita, dass Maria Tony genauso liebt, wie sie Bernardo geliebt hat. Sie singt „I Have A Love“. Als Polizeileutnant Schrank zum Verhör erscheint und dabei die Information weitergibt, Chino wolle Tony mit einem Revolver töten, macht sich Anita auf Wunsch von Maria auf den Weg zum Drugstore, um Tony zu warnen.
Dort halten sich momentan die Jets auf und eine Krisensitzung ab. Sie hindern Anita daran, Tony zu sprechen, werden gewalttätig und sind kurz davor, sie zu vergewaltigen. Valentina hindert sie jedoch daran und ist sehr aufgebracht über ihr Verhalten. Gedemütigt und voller Hass verfälscht Anita daraufhin die Nachricht und lässt Tony über Valentina ausrichten, dass Chino Maria erschossen habe. Valentina überbringt Tony die Nachricht. Tony bricht zusammen und läuft verzweifelt auf der Suche nach Chino, der ihn töten und von seinem Leid erlösen soll, durch die Stadt. Da sieht er Maria auf sich zukommen, die wie abgemacht zu Docs Drugstore kommt, und stürzt freudig auf sie zu. In diesem Moment wird er von Chino erschossen. Als Maria über Tonys Leichnam kniet, kommen die Jets, Sharks und später auch die Polizei dazu. Maria ist voll von Hass gegen die beiden Banden und voller Trauer, nimmt Chino die Pistole ab, ist aber unfähig, sich selbst oder die anderen umzubringen. Sie verflucht den Hass, der drei Menschen tötete.
Am Ende des Films tragen die Jets und die Sharks Tonys leblosen Körper gemeinsam fort. Sie bilden einen Trauermarsch, der Hoffnung gibt, dass es zu einer Versöhnung der beiden Banden kommt. Chino bildet zusammen mit Valentina das Ende dieses Zuges, kurz darauf wird er für den Mord an Tony von der Polizei verhaftet.

## Das MusicalWest Side Story

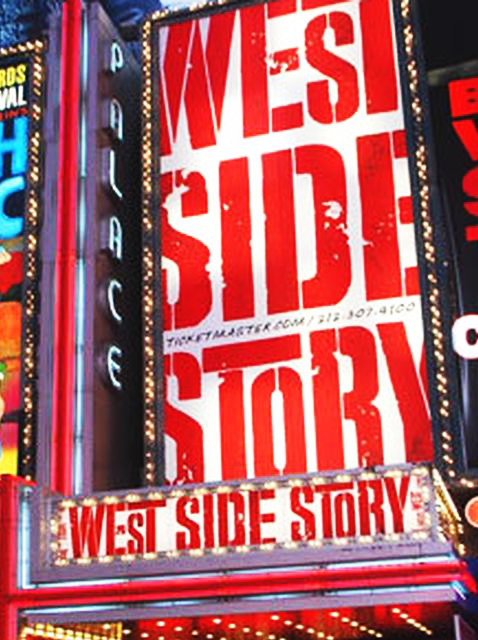
Der Film basiert auf dem Musical West Side Story

Der Film basiert auf dem Musical West Side Story mit Musik von Leonard Bernstein, Gesangstexten von Stephen Sondheim und einem Buch von Arthur Laurents. Der Choreograph und Produzent Jerome Robbins war Ende der 1940er Jahre auf Bernstein zugekommen, um eine moderne Version von Romeo und Julia auf die Bühne zu bringen, allerdings als Musical, das der Oper nicht zu nahe kommen sollte. Gemeinsam entwickelten sie ein Konzept zur „East Side Story“. Die darin erzählte Liebesgeschichte spielt sich vor dem Hintergrund eines Bandenkriegs rivalisierender ethnischer Jugendbanden ab, zum einen den US-amerikanischen Jets (Düsen) und der puerto-ricanischen Sharks (Haifische).
Das Musical wurde bereits Anfang der 1960er Jahre von Robert Wise und Jerome Robbins verfilmt, mit Natalie Wood als Maria und Richard Beymer als Tony in den Hauptrollen. Diese Verfilmung erhielt insgesamt zehn Oscars.

## Produktion

### Filmstab
Regie führt Steven Spielberg, der den Film gemeinsam mit Kristie Macosko Krieger und Kevin McCollum auch produzierte. Das auf dem Musical basierte Drehbuch schrieb Tony Kushner. Sie legten ihren Fokus auf die kulturell authentische Darstellung der Jets und vor allem der puerto-ricanischen Sharks im New York der 1950er Jahre. So wechselt Kushner in seinem Drehbuch fließend zwischen Englisch und Spanisch, wobei Dialoge in letzterer Sprache, mit einer Ausnahme am Ende, ohne Untertitel auskommen. Wie auch in der ursprünglichen Geschichte, die auf Shakespeares Romeo und Julia basiert, sind die Figuren im Film diametral angeordnet, im Gegensatz zu den Montagues und Capulets sind die Jets und die Sharks jedoch nicht „beide gleich an Würde“, weil die weißen gegenüber den puerto-ricanischen Gegnern gewisse Vorteile genießen.

### Besetzung und Synchronisation
Ansel Elgort spielt im Film Tony, Rachel Zegler übernahm die Rolle von Maria. Die EGOT-Preisträgerin Rita Moreno, die im Film von 1961 noch Anita spielte und für diese Rolle einen Oscar gewann, spielt nunmehr die Witwe Valentina und fungierte zudem als ausführende Produzentin des Films. Ihre Rolle korrespondiert mit der des Ladenbesitzers Doc in der Originalproduktion. In der Neuproduktion übernahm Ariana DeBose die Rolle von Anita. David Alvarez spielt ihren Freund, Marias Bruder Bernardo. Corey Stoll übernahm die Rolle des Police Lieutenant Schrank, Brian d’Arcy James spielt den Police Sergeant Krupke und Mike Faist den Anführer der Jets namens Riff.
Die deutsche Synchronisation entstand nach einem Dialogbuch von Alexander Löwe und der Dialogregie von Manuel Straube und Michael Ernst im Auftrag der FFS Film- & Fernseh-Synchron GmbH, Berlin.
| Darsteller           | Synchronsprecher          | Rolle     |
| Jets                 | Jets                      | Jets      |
| -------------------- | ------------------------- | --------- |
| Ansel Elgort         | Amadeus Strobl            | Tony      |
| Mike Faist           | Constantin von Jascheroff | Riff      |
| Patrick Higgins      | Tom Raczko                | Baby John |
| John Michael Fiumara | Timo Weisschnur           | Big Deal  |
| Kevin Csolak         | Michael Ernst             | Diesel    |
| Kyle Coffman         | Florian Clyde             | Ice       |
| Harrison Coll        | Gregor Knop               | Numbers   |
| Julian Elia          | Kaze Uzumaki              | Tiger     |
| Iris Menas           | Natalja Joselewitsch      | Anybodys  |
| Sharks               |                           |           |
| David Alvarez        | Nico Mamone               | Bernardo  |
| Josh Andres Rivera   | Michael Kuehl             | Chino     |
| Sebastian Serra      | Nicolás Artajo            | Braulio   |
| Julius Anthony Rubio | Florens Schmidt           | Quique    |

| Darsteller             | Synchronsprecher       | Rolle                  |
| Junge Frauen (Auswahl) | Junge Frauen (Auswahl) | Junge Frauen (Auswahl) |
| ---------------------- | ---------------------- | ---------------------- |
| Rachel Zegler          | Daniela Molina         | María                  |
| Ariana DeBose          | Yvonne Greitzke        | Anita                  |
| Annelise Cepero        | Sandra Maren Schneider | Provi                  |
| Erwachsene             |                        |                        |
| Rita Moreno            | Monica Bielenstein     | Valentina              |
| Brian d’Arcy James     | Bernd Vollbrecht       | Officer Krupke         |
| Corey Stoll            | Peter Flechtner        | Lieutenant Schrank     |
| Jamie Harris           | Bernd Egger            | Rory, Barkeeper        |

### Dreharbeiten, Szenenbild und Kostüme
Die Dreharbeiten wurden am 17. Juni 2019 begonnen und fanden in ihrem weiteren Verlauf in New York City und New Jersey statt. Im Juli 2019 drehte man in Harlem, wo eine der berühmtesten Tanzszenen aus dem Film zu America entstand. Als Kameramann fungiert Janusz Kamiński, mit dem Spielberg zuletzt bereits für Die Verlegerin und Ready Player One zusammenarbeitete. Für die Kostüme zeichnete Paul Tazewell verantwortlich, für das Szenenbild Adam Stockhausen.

### Filmmusik und Soundtrack
Die Musik für den Film stammt von David Newman und Leonard Bernstein, wobei die Komposition des im Oktober 1990 verstorbenen US-Amerikaners für das Musical aus dem Jahr 1957 verwendet wurde. Newman arrangierte auch die Originalmusik für den Film. Die Gesangsbesetzung bei der Neuaufnahme wurde von Jeanine Tesori betreut. Bei der Aufnahme im Jahr 2019 dirigierte Gustavo Dudamel die New York Philharmonic. Weitere Aufnahmen entstanden 2020 gemeinsam mit der Los Angeles Philharmonic. Das Soundtrack-Album mit 21 Songs der Verfilmung wurde am 3. Dezember 2021 von Hollywood Records als Download und eine Woche später auf CD veröffentlicht. Im Februar 2022 erschien das Album auf Vinyl. Anfang Dezember 2021 wurde mit Balcony Scene (auch Tonight), gesungen von Rachel Zegler und Ansel Elgort, von Hollywood Records der erste Song des Albums veröffentlicht. Das bekannte Lied Somewhere wird im Film nicht wie in der Bühnenfassung von einem namenlosen Mädchen oder wie in der Erstverfilmung von Tony und Maria, sondern von Moreno in der Rolle der Witwe Valentina gesungen.

### Marketing und Veröffentlichung

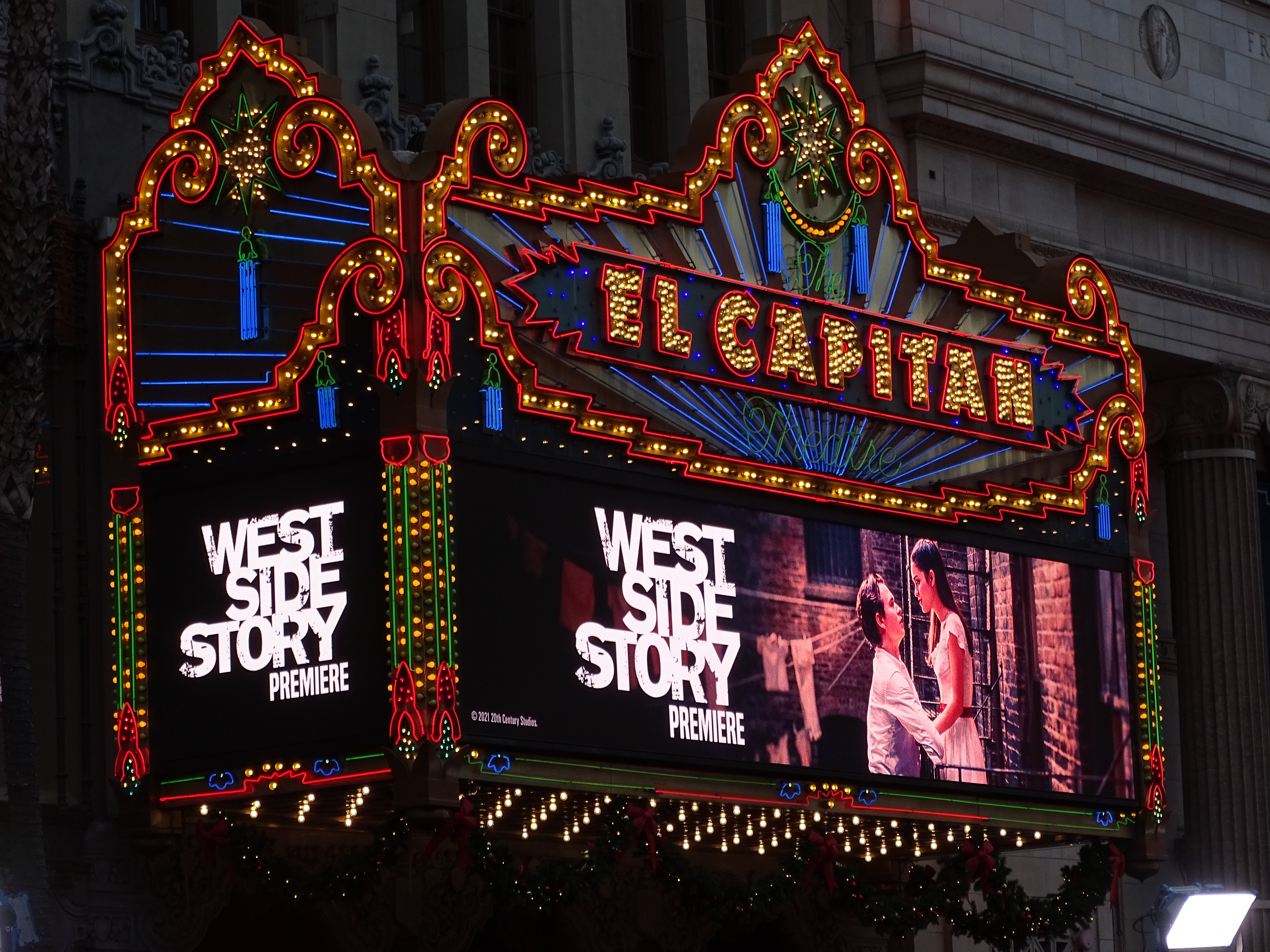
Im Dezember 2021 kam der Film in die US-Kinos

Mitte Juli 2019 stellten 20th Century Fox und The Walt Disney Studios erstes Bildmaterial zur Verfügung, das DeBose in der Rolle von Anita zeigt. Ende April 2021 stellten die 20th Century Studios den ersten Trailer vor. Ein Langtrailer folgte Mitte September 2021.
Der Film sollte ursprünglich am 17. Dezember 2020 in die deutschen und am darauffolgenden Tag in die US-amerikanischen Kinos kommen. Aufgrund der COVID-19-Pandemie wurde der US-Starttermin allerdings auf den 10. Dezember 2021 verschoben. In Deutschland lief der Film bereits am Tag zuvor in den Kinos an, ebenso in der Deutschschweiz. Nur wenige Tage zuvor, Ende November 2021, verstarb Stephen Sondheim, der bis dahin das letzte überlebende Mitglied des Kreativteams von West Side Story war. Am 2. März 2022 wurde West Side Story in das Programm von Disney+ aufgenommen.

## Rezeption

### Altersfreigabe
In den USA wurde der Film von der MPAA als PG-13 eingestuft. In Deutschland wurde der Film von der FSK ab 12 Jahren freigegeben.

### Kritiken und Einspielergebnis
Von den bei Rotten Tomatoes aufgeführten Kritiken sind 91 Prozent positiv bei einer durchschnittlichen Bewertung mit 8,2 von 10 möglichen Punkten, womit er aus den 22. Annual Golden Tomato Awards als Zweitplatzierter in der Kategorie Musical & Music Movies der Filme des Jahres 2021 hervorging. Auf Metacritic erhielt der Film einen Metascore von 85 von 100 möglichen Punkten. Immer wieder wurden hierbei die großartige Leinwandpräsenz und die atemberaubende Stimme der Newcomerin Rachel Zegler in der Hauptrolle der Maria hervorgehoben, die in West Side Story ihr Filmdebüt gibt.
David Ehrlich von IndieWire schreibt, auch wenn sich Steven Spielberg vor West Side Story nie an einem Musical versuchte, fühle es sich manchmal an, als ob dies die einzige Art von Film sei, die er je gemacht hat. Das zeitlose, Shakespeare-hafte Ausgangsmaterial hätte quasi nur darauf gewartet, wiederbelebt zu werden, und Spielberg habe diese Arbeit gerne übernommen, und es brauche Chuzpe, ein Liedchen wie Cool während eines Tanzkampfes, ähnlich wie in Tiger and Dragon, zu verwenden.
Thomas Schultze von Blickpunkt:Film findet, man spüre in jedem Moment des Remakes, dass es mit Liebe gemacht ist: „Liebe für das Original, Liebe für die Geschichte und die Figuren, Liebe für die Musik.“ Scott werde bei seiner Arbeit von einem Cast unterstützt, der mit purer Freude am Spiel und Gesang und Tanz alles an die Wand spielt und singt und tanzt, von einer phänomenalen Sequenz zur nächsten eilt. Als eine Variation von Romeo & Julia gebe der Film auch ein politisches Statement über eine entzweite, sich in Hass und Wut unversöhnlich gegenüberstehende Gesellschaft ab, so versinnbildlicht, als sich die Schatten der Jets und Sharks beim Treffen zum Straßenkampf aufeinander zubewegen, das aktueller und dringlicher kaum sein könnte. Mit neuen Ideen habe Tony Kushner das ursprüngliche Drehbuch von Arthur Laurents so verfeinert, dass es den Stoff reichhaltiger, bewegender und politischer mache. Der Film spiele eindringlich in Ruinen, und der Krieg der Gangs erscheint hier noch sinnentleerter: „ein Kampf auf verlorenem Posten, ein Ventil für aufgestaute Frustrationen und Ängste.“

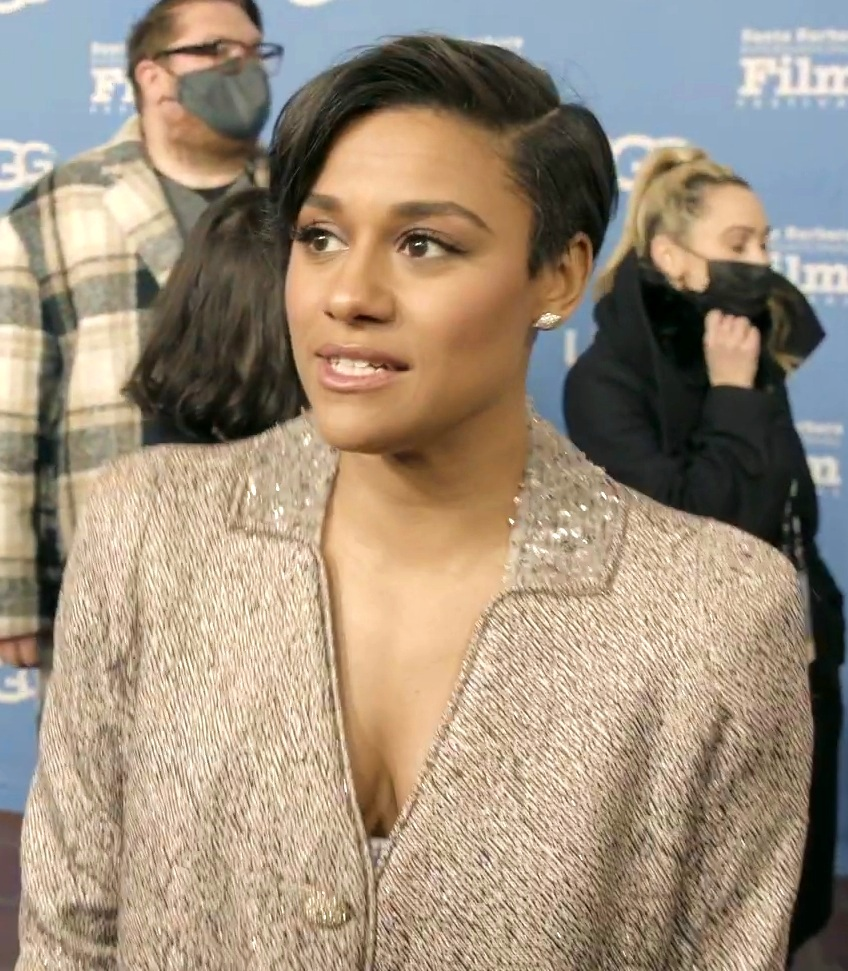
Ariana DeBose spielt Anita

Zu dem verwendeten Lied America bemerkt Owen Gleiberman von Variety, der Regisseur habe dieses mit seinem mitreißend pseudo-patriotischen, zungenbrecherischen Text als eine wirbelnde Blockparty mit triumphierender weiblicher Prahlerei inszeniert, und One Hand, One Heart sei in dem Remake eine wunderschöne Hymne. Allerdings habe Kushner in seinem Drehbuch trotz einiger positiver Änderungen nicht alle erzählerischen Schwächen des Originals behoben; zum Finale hin verliere der Film, wie auch sein Vorgänger, an Energie. Bis dahin reihe sich laut Gleiberman jedoch ein Highlight ans nächste. Während Maria in der Filmversion von 1961 eine kecke, aber unschuldige Heilige gewesen sei, verleihe die Newcomerin Rachel Zegler ihr einen Hauch von Wildheit. Ariana DeBose anderseits mache Anita zu einer strahlenden Naturgewalt. Rita Moreno, die im Originalfilm die Anita gespielt hatte, stehle im Remake als Valentina jede Szene, in der sie spiele. Ihre Reprise von Somewhere sei ein Highlight des Films, so Gleiberman. Insgesamt wirke die Geschichte des Films immer noch zeitgemäß, da ihr Grundthema ethnischer Konflikte ebenfalls noch immer zeitgemäß sei.
Der Film floppte an den Kinokassen und spielte nur einen Teil seiner Produktionskosten von rund 100 Millionen US-Dollar wieder ein, da die weltweiten Einnahmen aus Kinovorführungen nur 72,5 Millionen US-Dollar erreichten. Unter Einrechnung des für Filme dieser Größenordnung üblichen Marketingaufwands hätte der Film nach Einschätzung von Marktanalysten ca. 300 Millionen US-Dollar einspielen müssen, um annähernd die Gewinnschwelle zu erreichen.
In Deutschland verzeichnet der Film 147.317 Besucher.

### Einsatz im Unterricht
Das Onlineportal kinofenster.de empfiehlt West Side Story ab der 9. Klasse für die Unterrichtsfächer Englisch, Deutsch, Sozialkunde/Gemeinschaftskunde, Musik und Kunst und bietet Materialien zum Film für den Unterricht. Dort schreibt Dominique Ott-Despoix, im Englischunterricht könne die Handlung auf Shakespeares Romeo und Julia zurückgeführt und analysiert werden, wie die Fehde zwischen zwei Adelshäusern in einen Jugendbandenkrieg verwandelt wird. Aufbauend darauf lasse sich diskutieren, ob und wie man diese Erzählung aus den späten 1950ern in die Gegenwart übertragen könne. In Geschichte und Sozialkunde biete der Film Anlass, sich mit den verschiedenen Einwanderungswellen in die USA und speziell nach New York auseinanderzusetzen.

### Auszeichnungen (Auswahl)
Vom American Film Institute wurde West Side Story in die Top Ten der Filme des Jahres 2021 aufgenommen. Im Folgenden weitere Auszeichnungen.
Black Reel Awards 2021
- Nominierung als Bester Film (Steven Spielberg, Kristie Macosko Krieger und Kevin McCollum)
- Nominierung als Beste Nebendarstellerin (Ariana DeBose)
- Nominierung als Beste Nebendarstellerin (Rita Moreno)
- Nominierung als Beste Nachwuchsschauspielerin (Ariana DeBose)
- Nominierung für die Beste Kamera (Janusz Kamiński)
- Nominierung für das Beste Szenenbild (Adam Stockhausen)
- Nominierung für die Besten Kostüme (Paul Tazewell)[35]

British Academy Film Awards 2022
- Auszeichnung als Beste Nebendarstellerin (Ariana DeBose)
- Nominierung als Bester Nebendarsteller (Mike Faist)
- Nominierung für den Besten Ton (Brian Chumney, Tod Maitland, Andy Nelson und Gary Rydstrom)
- Auszeichnung für das Beste Casting

Critics’ Choice Movie Awards 2022
- Nominierung als Bester Film
- Nominierung als Beste Jungdarstellerin (Rachel Zegler)
- Auszeichnung als Beste Nebendarstellerin (Ariana DeBose)
- Nominierung als Beste Nebendarstellerin (Rita Moreno)
- Nominierung als Bestes Schauspielensemble
- Nominierung für die Beste Regie (Steven Spielberg)
- Nominierung für das Beste adaptierte Drehbuch (Tony Kushner)
- Nominierung für die Beste Kamera (Janusz Kamiński)
- Nominierung für das Beste Szenenbild (Adam Stockhausen und Rena DeAngelo)
- Auszeichnung für den Besten Schnitt (Sarah Broshar und Michael Kahn)
- Nominierung für die Besten Kostüme (Paul Tazewell)

Directors Guild of America Awards 2022
- Nominierung für die Beste Regie – Spielfilm (Steven Spielberg)[36]

Golden Globe Awards 2022
- Auszeichnung in der Kategorie Bester Film – Musical oder Komödie
- Auszeichnung als Beste Hauptdarstellerin – Musical oder Komödie (Rachel Zegler)
- Auszeichnung als Beste Nebendarstellerin (Ariana DeBose)
- Nominierung für die Beste Regie (Steven Spielberg)

Grammy Awards 2023
- Nominierung als Bester zusammengestellter Soundtrack für visuelle Medien[37]

Golden Reel Awards 2022
- Nominierung in der Kategorie Achievement in Sound Editing – Feature Music[38]

London Critics’ Circle Film Awards 2021
- Nominierung als Bester Film
- Nominierung als Beste Nebendarstellerin (Ariana DeBose)
- Nominierung als Beste Nebendarstellerin (Rita Moreno)
- Nominierung für eine Besondere technische Leistung (Justin Peck)[39]

National Board of Review Awards 2021
- Auszeichnung als Beste Hauptdarstellerin (Rachel Zegler)
- Aufnahme in die Top-Ten-Filme[40]

New York Film Critics Circle Awards 2021
- Auszeichnung für die Beste Kamera (Janusz Kamiński)[41]

Oscarverleihung 2022
- Nominierung als Bester Film (Steven Spielberg und Kristie Macosko Krieger)
- Nominierung für die Beste Regie (Steven Spielberg)
- Gewinnerin des Oscars als  Beste Nebendarstellerin (Ariana DeBose)
- Nominierung für die Beste Kamera (Janusz Kamiński)
- Nominierung für den Besten Ton (Tod A. Maitland, Gary Rydstrom, Brian Chumney, Andy Nelson und Shawn Murphy)
- Nominierung für das Beste Szenenbild (Adam Stockhausen und Rena DeAngelo)
- Nominierung für das Beste Kostümdesign (Paul Tazewell)

Producers Guild of America Awards 2022
- Nominierung als Bester Kinofilm[42]

Screen Actors Guild Awards 2022
- Auszeichnung als Beste Nebendarstellerin (Ariana DeBose)

Writers Guild of America Awards 2022
- Nominierung für das Beste adaptierte Drehbuch (Tony Kushner)[43]